# Франсуа д'Арланд
Франсуа-Лоран, маркіз д'Арланд (фр. François Laurent, marquis d’Arlandes; нар. 26 вересня 1742 — † 1 травня 1809) — французький аристократ, військовик. Разом з Пілатром де Розьє був першим, хто піднявся на повітряній кулі.

## Біографія
Франсуа-Лоран д'Арланд народився у сімейному маєтку неподалік від міста Аннейрон провінції Дофіне. Найстарший з восьми дітей у родині, Франсуа вибрав собі військову кар'єру. Після двадцяти років бездоганної служби, у віці 38 років він вийшов у відставку в званні майора в полку Бурбон. У відставці, у 1780 році в своєму замку він почав займатися вивченням фізики та астрономії, проводив експерименти. З часом маркіз переїхав до Парижу, відвідував салони, де збиралася наукова еліта міста. Завдяки знанням та наполегливості маркіз скоро опинився в оточенні герцога Орлеанського, якого приваблювали наукові досліди. У цей час маркіз підтримував зв'язок із Королівською академією наук, де він, зокрема, зустрівся з Бенджаміном Франкліном, послом Сполучених Штатів, який теж цікавився наукою.
Тим часом у Париж на запрошення короля та Академії наук прибув Жак-Етьєн Монгольф'є, який вже почав перші спроби запустити повітряну кулю. Перший успішний польот повітряної кулі із тваринами на облавку відбувся 19 вересня 1783 року у саду Версальского замку у присутності королівської сім'ї. Серед натовпу, який спостерігав за експеріментами, найчастішими гостями були Франсуа д'Арланд і Жан-Франсуа Пілатр де Розьє. Коштом королівської казни Етьєн побудував нову повітряну кулю, яка мала підняти дві людини, але спочатку як пасажирів пропонувалося використовувати засуджених на смерть злочинців. На думку Монгольф'є ця честь мусила належати іншим і він погодився дозовлити Пілатру де Розьє і маркізу д'Арланду бути першими у повітряній кулі. Під час першого польоту прив'язаної до землі кулі на відстань усього лише 100 метрів брав участь і маркіз д'Арланд. Подальші експерименти зіткнулися із складнощами, оскільки для вільного польоту був потрібен дозвіл короля. Людовик XVI відмовлявся дозволити дворянам ризикувати своїм життям і лише за клопотанням д'Арланда, який залучив до цієї справи впливову герцогиню де Поліньяк та саму королеву Марію Антуанетту, король дозволив провести перший вільний політ повітряної кулі. У п'ятницю, 21 листопада 1783 року відбувся запуск кулі і після двадцяти п'яти хвилин цього історичного польоту маркіз д'Арланд і Пілатр де Роз'є небезпечно приземлилися на пагорбі між двома млинами, на місці теперішнього XIII округу Парижа.
Друга спроба злітіти у монгольф'єрі у 1784 році закінчилася невдачею — повітряна куля загорілася ще на землі. Після цієї невдачі маркіз д'Арланд залишив подальші випробування і усамітнився у своєму родовому маєтку. Після революції маркіза позбавили державної пенсії і від нестачі грошей він був вимушений закласти навіть родовий замок. Франсуа д'Арланд помер у бідноті та забутті 1 травня 1809 року і був похований у родовому склепі. Через декілька років по смерті його могила зникла.